# Małogoszcz
Małogoszcz is een stad in het Poolse woiwodschap Święty Krzyż, gelegen in de powiat Jędrzejowski. De oppervlakte bedraagt 9,61 km², het inwonertal 3970 (2005).

## Verkeer en vervoer
- Station Małogoszcz